# سرگئی ایوانوف (دوچرخه‌سوار)
سرگئی ایوانوف (روسی: Серге́й Валерьевич Иванов؛ زادهٔ ۵ مارس ۱۹۷۵) دوچرخه‌سوار اهل روسیه است.